# Mistrzostwa Świata U-20 w Piłce Ręcznej Kobiet 1983
Mistrzostwa Świata U-20 w Piłce Ręcznej Kobiet 1983 – czwarte mistrzostwa świata U-20 w piłce ręcznej kobiet, oficjalny międzynarodowy turniej piłki ręcznej o randze mistrzostw świata organizowany przez IHF mający na celu wyłonienie najlepszej żeńskiej reprezentacji narodowej złożonej z zawodniczek do lat dwudziestu. Odbył się w dniach 14–22 października 1983 roku we Francji. Tytułu zdobytego w 1981 roku broniła reprezentacja Związku Radzieckiego.

## Faza grupowa

### Grupa A
| 14 października 1983 | Polska U-20 | 16:11(8:4) | RFN U-20 |  |
| 14 października 1983 |             | 16:11(8:4) |          |  |

| 14 października 1983 | Dania U-20 | 19:18(12:10) | Szwecja U-20 |  |
| 14 października 1983 |            | 19:18(12:10) |              |  |

| 15 października 1983 | Szwecja U-20 | 21:16(9:9) | RFN U-20 |  |
| 15 października 1983 |              | 21:16(9:9) |          |  |

| 15 października 1983 | Polska U-20 | 26:21(14:10) | Dania U-20 |  |
| 15 października 1983 |             | 26:21(14:10) |            |  |

| 16 października 1983 | Dania U-20 | 13:9(9:5) | RFN U-20 |  |
| 16 października 1983 |            | 13:9(9:5) |          |  |

| 16 października 1983 | Szwecja U-20 | 20:18(10:7) | Polska U-20 |  |
| 16 października 1983 |              | 20:18(10:7) |             |  |

### Grupa B
| 14 października 1983 | NRD U-20 | 14:13(9:8) | Korea Południowa U-20 |  |
| 14 października 1983 |          | 14:13(9:8) |                       |  |

| 14 października 1983 | Chiny U-20 | 23:23(10:14) | Japonia U-20 |  |
| 14 października 1983 |            | 23:23(10:14) |              |  |

| 15 października 1983 | Korea Południowa U-20 | 39:25(23:12) | Japonia U-20 |  |
| 15 października 1983 |                       | 39:25(23:12) |              |  |

| 15 października 1983 | Chiny U-20 | 27:25(14:11) | NRD U-20 |  |
| 15 października 1983 |            | 27:25(14:11) |          |  |

| 16 października 1983 | Korea Południowa U-20 | 24:16(15:8) | Chiny U-20 |  |
| 16 października 1983 |                       | 24:16(15:8) |            |  |

| 16 października 1983 | NRD U-20 | 32:16(16:8) | Japonia U-20 |  |
| 16 października 1983 |          | 32:16(16:8) |              |  |

### Grupa C
| 14 października 1983 | ZSRR U-20 | 31:9(14:4) | Włochy U-20 |  |
| 14 października 1983 |           | 31:9(14:4) |             |  |

| 14 października 1983 | Francja U-20 | 20:9(10:1) | Wybrzeże Kości Słoniowej U-20 |  |
| 14 października 1983 |              | 20:9(10:1) |                               |  |

| 15 października 1983 | ZSRR U-20 | 35:15(16:7) | Wybrzeże Kości Słoniowej U-20 |  |
| 15 października 1983 |           | 35:15(16:7) |                               |  |

| 15 października 1983 | Francja U-20 | 19:10(9:6) | Włochy U-20 |  |
| 15 października 1983 |              | 19:10(9:6) |             |  |

| 16 października 1983 | Wybrzeże Kości Słoniowej U-20 | 24:14(13:8) | Włochy U-20 |  |
| 16 października 1983 |                               | 24:14(13:8) |             |  |

| 16 października 1983 | ZSRR U-20 | 23:11(10:6) | Francja U-20 |  |
| 16 października 1983 |           | 23:11(10:6) |              |  |

### Grupa D
| 14 października 1983 | Jugosławia U-20 | 29:15(16:6) | Norwegia U-20 |  |
| 14 października 1983 |                 | 29:15(16:6) |               |  |

| 14 października 1983 | Bułgaria U-20 | 22:22(9:8) | Holandia U-20 |  |
| 14 października 1983 |               | 22:22(9:8) |               |  |

| 15 października 1983 | Jugosławia U-20 | 27:22(14:7) | Bułgaria U-20 |  |
| 15 października 1983 |                 | 27:22(14:7) |               |  |

| 15 października 1983 | Norwegia U-20 | 18:15(10:7) | Holandia U-20 |  |
| 15 października 1983 |               | 18:15(10:7) |               |  |

| 16 października 1983 | Jugosławia U-20 | 27:18(15:11) | Holandia U-20 |  |
| 16 października 1983 |                 | 27:18(15:11) |               |  |

| 16 października 1983 | Bułgaria U-20 | 21:17(12:8) | Norwegia U-20 |  |
| 16 października 1983 |               | 21:17(12:8) |               |  |

## Faza zasadnicza

### Grupa I
| 18 października 1983 | NRD U-20 | 23:20(9:7) | Polska U-20 |  |
| 18 października 1983 |          | 23:20(9:7) |             |  |

| 18 października 1983 | Korea Południowa U-20 | 24:21(14:9) | Szwecja U-20 |  |
| 18 października 1983 |                       | 24:21(14:9) |              |  |

| 19 października 1983 | Korea Południowa U-20 | 27:22(13:11) | Polska U-20 |  |
| 19 października 1983 |                       | 27:22(13:11) |             |  |

| 19 października 1983 | NRD U-20 | 28:16(12:6) | Szwecja U-20 |  |
| 19 października 1983 |          | 28:16(12:6) |              |  |

### Grupa II
| 18 października 1983 | ZSRR U-20 | 19:11(10:6) | Bułgaria U-20 |  |
| 18 października 1983 |           | 19:11(10:6) |               |  |

| 18 października 1983 | Jugosławia U-20 | 27:21(14:9) | Francja U-20 |  |
| 18 października 1983 |                 | 27:21(14:9) |              |  |

| 19 października 1983 | ZSRR U-20 | 17:15(7:5) | Jugosławia U-20 |  |
| 19 października 1983 |           | 17:15(7:5) |                 |  |

| 19 października 1983 | Bułgaria U-20 | 19:13(10:7) | Francja U-20 |  |
| 19 października 1983 |               | 19:13(10:7) |              |  |

### Grupa III
| 18 października 1983 | Dania U-20 | 23:18(12:7) | Japonia U-20 |  |
| 18 października 1983 |            | 23:18(12:7) |              |  |

| 18 października 1983 | RFN U-20 | 27:27(16:11) | Chiny U-20 |  |
| 18 października 1983 |          | 27:27(16:11) |            |  |

| 19 października 1983 | Dania U-20 | 24:20(13:11) | Chiny U-20 |  |
| 19 października 1983 |            | 24:20(13:11) |            |  |

| 19 października 1983 | RFN U-20 | 22:15(13:6) | Japonia U-20 |  |
| 19 października 1983 |          | 22:15(13:6) |              |  |

### Grupa IV
| 18 października 1983 | Holandia U-20 | 21:17(11:10) | Wybrzeże Kości Słoniowej U-20 |  |
| 18 października 1983 |               | 21:17(11:10) |                               |  |

| 18 października 1983 | Norwegia U-20 | 36:16(16:10) | Włochy U-20 |  |
| 18 października 1983 |               | 36:16(16:10) |             |  |

| 19 października 1983 | Norwegia U-20 | 26:11(13:5) | Wybrzeże Kości Słoniowej U-20 |  |
| 19 października 1983 |               | 26:11(13:5) |                               |  |

| 19 października 1983 | Holandia U-20 | 13:12(5:7) | Włochy U-20 |  |
| 19 października 1983 |               | 13:12(5:7) |             |  |

## Faza pucharowa
Mecz o 15. miejsce
| 21 października 1983 | Japonia U-20 | 34:14(19:6) | Włochy U-20 |  |
| 21 października 1983 |              | 34:14(19:6) |             |  |

Mecz o 13. miejsce
|  | Chiny U-20 | 26:23(13:11) | Wybrzeże Kości Słoniowej U-20 |  |
|  |            | 26:23(13:11) |                               |  |

Mecz o 11. miejsce
|  | Holandia U-20 | 15:14(6:5) | RFN U-20 |  |
|  |               | 15:14(6:5) |          |  |

Mecz o 9. miejsce
|  | Norwegia U-20 | 21:17(12:9) | Dania U-20 |  |
|  |               | 21:17(12:9) |            |  |

Mecz o 7. miejsce
|  | Polska U-20 | 24:20(13:9) | Francja U-20 |  |
|  |             | 24:20(13:9) |              |  |

Mecz o 5. miejsce
|  | Bułgaria U-20 | 29:15(14:8) | Szwecja U-20 |  |
|  |               | 29:15(14:8) |              |  |

Mecz o 3. miejsce
|  | Korea Południowa U-20 | 26:23(15:9) | Jugosławia U-20 |  |
|  |                       | 26:23(15:9) |                 |  |

Mecz o 1. miejsce
| 22 października 1983 | ZSRR U-20 | 22:17(10:11) | NRD U-20 |  |
| 22 października 1983 |           | 22:17(10:11) |          |  |

## Klasyfikacja końcowa
| Miejsce | Reprezentacja                 |
| ------- | ----------------------------- |
| złoto   | ZSRR U-20                     |
| srebro  | NRD U-20                      |
| brąz    | Korea Południowa U-20         |
| 4       | Jugosławia U-20               |
| 5       | Bułgaria U-20                 |
| 6       | Szwecja U-20                  |
| 7       | Polska U-20                   |
| 8       | Francja U-20                  |
| 9       | Norwegia U-20                 |
| 10      | Dania U-20                    |
| 11      | Holandia U-20                 |
| 12      | RFN U-20                      |
| 13      | Chiny U-20                    |
| 14      | Wybrzeże Kości Słoniowej U-20 |
| 15      | Japonia U-20                  |
| 16      | Włochy U-20                   |